# Vnitřní a vnější planety
Astronomické pojmy vnitřní a vnější planety se v češtině používají v rámci sluneční soustavy ve dvou významech, kdy „vnitřní planety“ je označení:
1. terestrické planety – první čtyři planety Merkur, Venuše, Země, Mars před Hlavním pásem
2. relativně k pozorovateli – obíhající blíže ke Slunci, tedy pro pozemšťana jen Merkur a Venuše

## Terestrické planety
V prvním významu se označení vnitřní planety používá pro planety, které mají pevný povrch, žádný nebo relativně tenký plynný obal a malý počet měsíců (popř. žádný měsíc); pro tyto planety se také používá označení terestrické planety. Ve Sluneční soustavě jsou to planety Merkur, Venuše, Země a Mars, které jsou ke Slunci blíže než hlavní pás asteroidů. Vnější planety jsou plynné (nazývají se také plynní obři) a typicky mají velký počet měsíců. Ve Sluneční soustavě jsou to planety Jupiter, Saturn, Uran a Neptun, které jsou od Slunce dále než hlavní pás asteroidů.

## Relativně k pozorovateli
Ve druhém významu jsou názvy vnitřní a vnější vyjádřením vzájemné polohy oběžných drah dvou planet. Pokud celá oběžná dráha jedné planety leží uvnitř oběžné dráhy druhé planety, je první planeta vnitřní planetou vůči druhé a druhá vnější vůči první. V tomto významu se často jako srovnávací planeta používá planeta Země. Vůči Zemi jsou vnitřní planety Merkur a Venuše; vnější planety Mars, Jupiter, Saturn, Uran a Neptun. Zatímco vnější planety mohou mít libovolnou úhlovou vzdálenost od Slunce, u vnitřních planet je největší úhlová vzdálenost od Slunce omezena největší elongací, která činí (při pozorování ze Země) 28° u planety Merkur a 47° u planety Venuše.